# Sheila Terry (Schauspielerin)

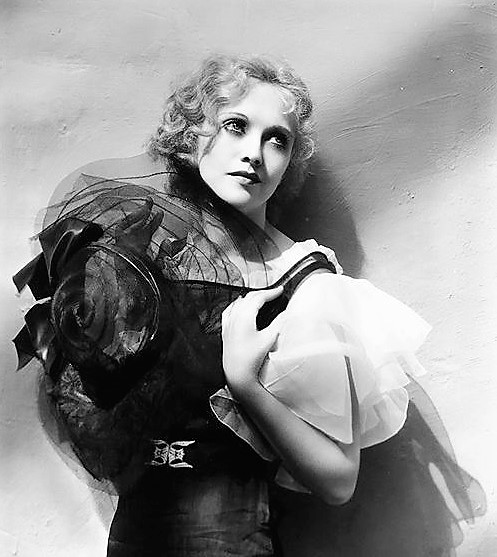
Sheila Terry in den 1930er Jahren (Fotografie von Elmer Fryer)

Sheila Terry (* 5. März 1910 als Kathleen „Kay“ Mulheren Clark in Warroad, Minnesota; † 19. Januar 1957 in New York City, New York) war eine US-amerikanische Schauspielerin. Bekanntheit erlangte sie vor allem als dreifache Filmpartnerin von John Wayne.

## Leben
Sheila Terry wuchs in Toronto auf, wohin ihre Familie kurz nach ihrer Geburt gezogen war. Zu ihren direkten Vorfahren gehörte der englische Philosoph und Theologe John Wyclif. Terry machte ihre ersten schauspielerischen Erfahrungen an der Dickson-Kenwin Academy, einer zur Royal Academy of Arts gehörenden Schauspielschule. Nach ihrem dortigen Abschluss zog sie nach New York, wo sie ihre ersten Bühnenauftritte erhielt. Bald war Terry in Rollen am Broadway zu sehen. Während eines Auftritts im Stück The Little Racketeer wurde sie von einem Talentagenten entdeckt und bei Warner Brothers unter Vertrag genommen.
Bereits in ihrem Debütjahr 1932 war Terry in mehreren weiblichen Hauptrollen zu sehen. Große Bekanntheit erlangte sie hierbei vor allem als dreifache Filmpartnerin von John Wayne in den Western Haunted Gold, Das Gesetz des Stärkeren und Unter dem Himmel von Arizona. Neben diesen Auftritten spielte Terry unter anderem Nebenrollen in 20.000 Jahre in Sing Sing und The Mayor of Hell. 1933 unterbrach sie ihre Filmkarriere für weitere Auftritte am Broadway, kehrte jedoch bereits im Folgejahr wieder nach Hollywood zurück.
Von 1922 bis zur Scheidung im Jahr 1924 war Sheila Terry mit Roy Sedley verheiratet. Im August 1928 heiratete sie den als Lebemann bekannten Major Laurence E. Clark. Die Ehe wurde im Februar 1934 ebenfalls geschieden. Auch eine dritte Ehe mit William Adam Magee Jr. von 1936 bis 1937 endete in der Scheidung. 1938 beendete Terry ihre Schauspielkarriere. 1947 plante sie ein Comeback, was jedoch erfolglos blieb. In der Folgezeit arbeitete Terry daher als Presseagentin.
Am 19. Januar 1957 wurde Sheila Terry leblos in ihrem New Yorker Appartement aufgefunden, nachdem ein besorgter Nachbar sie telefonisch nicht erreichen konnte und daher die Polizei alarmierte. Neben ihrem Leichnam wurden fünf leere Medikamentenkapseln gefunden, die offizielle Todesursache lautete Suizid durch Überdosis einer unbekannten Medikation. Terry soll sich vor ihrem Tod in einem schlechten gesundheitlichen Zustand befunden haben und bankrott gewesen sein. Sie wurde auf dem New Yorker Potter’s Field Cemetery auf Hart Island bestattet.

## Filmografie (Auswahl)

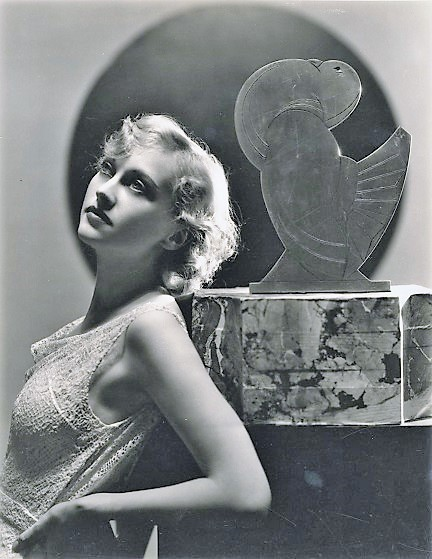
Sheila Terry (1930er Jahre, Fotografie von Elmer Fryer)

- 1932: Ein Dieb mit Klasse (Jewel Robbery)
- 1932: Crooner
- 1932: Big City Blues
- 1932: Three on a Match
- 1932: Scarlet Dawn
- 1932: They Call It Sin
- 1932: Badenix (You Said a Mouthful)
- 1932: Jagd auf James A. (I Am a Fugitive from a Chain Gang)
- 1932: Haunted Gold
- 1932: 20.000 Jahre in Sing Sing (20,000 Years in Sing Sing)
- 1932: Madame Butterfly
- 1932: Lawyer Man
- 1933: Parachute Jumper
- 1933: The Sphinx
- 1933: Der Detektiv und die Spielerin (Private Detective 62)
- 1933: The Mayor of Hell
- 1933: The House on 56th Street
- 1933: Convention City
- 1933: Mast- und Schotbruch! (Son of a Sailor)
- 1934: Das Gesetz des Stärkeren (The Lawless Frontier)
- 1934: Unter dem Himmel von Arizona (’Neath the Arizona Skies)
- 1936: Murder on a Bridle Path
- 1937: Hit the Saddle